# 페촐리
페촐리(Peccioli)는 이탈리아 토스카나주의 피사도에 위치한 코무네 (지방자치단체)이다. 피렌체에서 서쪽 약 50 킬로미터 (31 mi) 피사에서 동쪽 약 30 킬로미터 (19 mi) 거리에 있다.

## 주요 관광지
- '피에베 디 산 베라노' - 11세기 말과 12세기 초에 지어진 것으로 추정되며 다섯 개의 가려진 회랑과 롬바르드 밴드가 있는 파사드가 위치했다. 1885년의 종탑은 중세 건축물의 일부를 포함하고 있다. 내부는 신랑 하나와 측랑 두 개로 이뤄져 있으며 야코포 비냘리의 캔버스화, 18세기의 십자가상, 네리 디 비키의 '성모자와 성인들' (1484년작), 13세기 피사 화파의 그림 두 점 등을 ㅅ소장하고 있다.
- '산타 카테리나 예배당' - 베노초 고촐리의 15세기 후반 감실의 프레스코가 있으며, 역병을 피해서 그가 이 지역으로 왔다고 전해진다.